# Narcissistic Cannibal
Narcissistic Cannibal (engl. für: „Selbstverliebter Kannibale“) ist ein Lied der amerikanischen Nu-Metal-Band Korn gemeinsam mit Skrillex und Kill the Noise aus ihrem zehnten Studioalbum The Path of Totality. Am 18. Oktober 2011 wurde die Single bei den Active Rock- und den Mainstream-Rock-Sendern veröffentlicht. Am 21. Oktober wurde sie dann digital veröffentlicht. Vom 13. Oktober bis zum 16. Oktober dieses Jahres wurde der Song auf der offiziellen Website von Korn als WAV-Datei gratis angeboten.

## Hintergrund
Korn-Sänger Jonathan Davis sagte zum Lied:

„It’s about me watching people who are so narcissistic destroy themselves. They basically eat themselves alive because of their narcissism. That’s the gist of the story.“

„Es geht in dem Lied um mich, wie ich narzisstische Menschen beobachte. Aufgrund ihres Narzissmus fressen sie sich fast selbst auf. Das ist der Punkt der Geschichte.“

## Musikvideo
Das Musikvideo wurde am 27. September 2011 in The Roxy aufgenommen. Die ersten 125 Fans durften umsonst beim Dreh dabei sein. Es wurde von ShadowMachine Films produziert und offiziell am 21. Oktober 2011 veröffentlicht.